# Valley River 63A
Valley River 63A är ett reservat i Kanada.   Det ligger i provinsen Manitoba, i den sydöstra delen av landet, 2 000 km väster om huvudstaden Ottawa.
Trakten runt Valley River 63A består till största delen av jordbruksmark. Trakten runt Valley River 63A är nära nog obefolkad, med mindre än två invånare per kvadratkilometer.